# Scossa
Scossa foi uma pequena cidade mineira, na atualidade é uma cidade fantasma, situada no condado de Pershing, estado do Nevada, nos Estados Unidos. 

## História
Foi descoberto ouro no lado noroeste da cadeia montanhosa de Antelope Range no sul de Scossa em 1930, pelos irmãos Scossa.  A sua reclamação, a North Star Mine, foi mais tarde alterada e consolidada dentro da  Dawes Gold Mine, Inc. Outras maiores operação, a Hawkeye Mine, começou as operações em 1934, depois de um segunda maior descoberta de depósitos de ouro. A cidade mineira de Scossa serviu ambas as minas, tal como outras das redondezas. 
Em 1939, a naioria das minas tinham sido extraídas e o campo mineiro começou a declinar. Umas pequenas explorações de ouro e titânio com menos sucesso continuaram até 1955, Na atualidade, Scossa não passa de mais uma cidade fantasma do condado de Pershing e está mesmo abandonada.

## Vestígios
Um conhecido edifício permanece intacto  na cidade mineira de Scossa. Além disso, outros restos e provas da existência da antiga vila ainda existem à volta da localidade, tal como um tanque em metal e outros materiais e construção. 